# Serwer wyświetlania
Serwer wyświetlania (ang. display server) – program komputerowy, będący składnikiem systemu operacyjnego, którego głównym zadaniem jest pośredniczenie w komunikacji i obsługa operacji wejścia/wyjścia programów klienckich (Client) i sprzętu komputerowego (hardware) w tymże systemie. Komunikacja ta odbywa się poprzez swój protokół wyświetlania, który jest niezależny od innych w systemie.
Jest to kluczowy komponent w każdym interfejsie graficznym danego systemu operacyjnego.
Popularnymi serwerami wyświetlania dla systemu Linux są np.: X Window System, Wayland, Mir.
System Android obsługiwany jet przez SurfaceFlinger.